# Манганин
Мангані́н (англ. Manganin®) — термостабільний сплав на основі міді (близько 85%) з додаванням марганцю (Mn) (11,5—13,5%) та нікелю (Ni) (2,5—3,5%). Характеризується надзвичайно малою зміною електричного опору в діапазоні кімнатних температур. Сплав створений у 1888 році американським хіміком і винахідником Едвардом Вестоном і його виробництво вперше було освоєне у Німеччині у 1889 р.

## Технологія виробництва й властивості
Дріт з манганіну (діаметром від 0,02 мм до 6 мм) отримують волочінням з сумарним обтисканням до 70…90 %. Рекристалізувальний відпал проводять за температури 700…750 оС. Після відпалу сплав зберігає достатньо високі міцність і пластичність.
Дроти з манганіну добре паяються та задовільно зварюються. Після виготовлення виробів застосовують низькотемпературний ста-білізувальний відпал за 250…370 оС упродовж декількох годин.
Характеристики: 
- питомий електричний опір 0,43-0,48× 10−6 Ом·м;
- густина 8400 кг/м³;
- температура плавлення 960 оC.

## Різновиди
Існує декілька різновидів манганіну, наприклад, наступні:
| Масовий вміст компонентів, % | Макс. робоча температура, °C | Питомий електр. опір, 10-8 Ом·м | Температ. коеф. електр. опору, 10-5 К-1 |
| 86Cu, 12Mn, 2Ni              | 300                          | 43                              | 1 ÷ 2                                   |
| 85Cu, 2Mn                    | 300                          | 51                              | 0,8                                     |
| 84Cu, 13Mn, 2Al              | 400                          | 50                              | -0,2 ÷ -2                               |
| 85Cu, 9.5Mn, 5.5Al           | 400                          | 45                              | 1 ÷ 3                                   |

## Застосування
Манганін — основний матеріал для електровимірювальних пристроїв та зразкових опорів — еталонів магазинів, мостових схем, шунтів, додаткових опорів приладів високого класу точності. Максимальна робоча температура — 300 оC.
Суттєва перевага манганіну перед константаном полягає в тому, що манганін характеризується дуже малою термоЕРС в парі з міддю (не більше 1 мкВ/1 оC), тому в приладах високого класу точності застосовують лише манганін. В той же час манганін, на відміну від константану, не стійкий проти корозії в атмосфері, що містить пари кислот, аміаку, а також чутливий до значної зміни вологості повітря.
Недоліком манганіну є вузький температурний інтервал стабільності (± 60 оС), відносно мале значення  питомого електро-опору. Його допустима робоча температура до 100 оС, а в зразко-вих опорах ще менша — до 60 оС.
Протягом тривалої роботи в структурі манганіну відбуваються процеси старіння, котрі спричиняють зміну експлуатаційних властивостей. Тому для стабілізації властивостей манганін легують малими додатками алюмінію та заліза — МНМцАЖ3–12–0,3–0,3, які розчиняються у твердому розчині.